# Сюльвестерссон, Эльза
Эльза Мария Сюльвестерссон (швед. Elsa Maria Sylvestersson; 11 августа 1924, Турку, Финляндия — 11 ноября 1996, Хельсинки, Финляндия) — прима-балерина Финского национального балета, балетмейстер и актриса.

## Биография
Родилась 11 августа 1924 года в Турку, Финляндия. Отец, Ялмар Сюльвестерссон (швед. Hjalmar Sylvestersson), был финским шведом, родившимся в Санкт-Петербурге. Он работал техническим руководителем завода «Динамо», но после революции вернулся в Финляндию. Мать, Мария Ивановна Филатова, была внучкой крепостной крестьянки, и воспитывала своих детей в русском духе.
Эльза начала выступать на балетной сцене с 14 лет, в период своего обучения в балетной школе Финского национального балета. После выпуска была принята в труппу этого театра. В 1949 году дебютировала в балете «Лебединое озеро». Выступая в партии Одиллии, выполняла 42 фуэте (вместо обычных 32), что произвело большой фурор — она была окрещена прессой «чудесный волчок», «чудо-юла».
В 1951 году перенесла в театр балет Ролана Пети «Кармен». В конце 1960-х была директором школы балетного танца в Куопио и вместе с руководством города организовала фестивали балетного искусства в этом городе. Скончалась 11 ноября 1996 года в Хельсинки.

## Постановки
- 1959 — «Красная комната» по Августу Стринбергу
- 1977 — «Тиль Уленшпигель» Евгения Глебова
- 1982 — «Маленький принц» Евгения Глебова
- Selli
- Häkki («Клетка»)
- Sudenmorsian («Волчья невеста»)